# Xã Fox, Quận Elk, Pennsylvania
Xã Fox (tiếng Anh: Fox Township) là một xã thuộc quận Elk, tiểu bang Pennsylvania, Hoa Kỳ. Năm 2010, dân số của xã này là 3.630 người.